# Passiflora deltoifolia
Passiflora deltoifolia je biljna vrsta iz porodice Passifloraceae. Ekvadorski je endem. Ugrožena je vrsta. Prema statusu zaštite na IUCN-ovom crvenom popisu, stupnja je ugroženosti VU (IUCN 3.1), osjetljiva vrsta.